# GSC8510-712
GSC8510-712 — хімічно пекулярна зоря спектрального класу A0, що має видиму зоряну величину в смузі V приблизно 10,5.

## Пекулярний хімічний вміст
Зоряна атмосфера GSC8510-712 має підвищений вміст 
Si
.